# Longhao Airlines
Guangdong Long Hao Aviation Co., Ltd (IATA: GI, ICAO: LHA) ist eine chinesische Frachtfluggesellschaft. Sie wurde im August 2015 mit einem eingetragenen Kapital von 400 Millionen Yuan (rund 51 Millionen €) gegründet und ist eine hundertprozentige Tochtergesellschaft der Guangdong Longhao Group Co.

## Geschichte
Im August 2015 wurde Guangdong Longhao Aviation Co., Ltd, eine hundertprozentige Tochtergesellschaft, mit einem eingetragenen Kapital von 400 Millionen RMB registriert. Das Unternehmen hat den Guangzhou Baiyun International Airport als Hauptbetriebsbasis. Am 8. Juni 2016 genehmigte die CAAC offiziell die Vorbereitung für die Gründung der Guangdong Longhao Aviation Co., Ltd.
Im November 2016 erhielt das Unternehmen eine Geschäftslizenz vom chinesischen Staat. Einen Monat darauf war die Modifikation einer ersten Boeing 737-300 des Unternehmens und ein erfolgreicher Testflug abgeschlossen. März 2017 erhielt die Firma das Zertifikat des chinesischen Verkehrsministerium.
Am 29. März 2017 schloss die Long Hao Airlines den Jungfernflug zwischen dem internationalen Flughafen Guangzhou Baiyun und dem internationalen Flughafen Nantong Xing Dong erfolgreich ab.
Bis Oktober 2017 wurden 9 Frachtrouten eröffnet.

## Flugziele
Die Fluggesellschaft fliegt derzeit ausschließlich Ziele innerhalb Chinas an.

## Flotte
Mit Stand Januar 2022 besteht die Flotte der Longhao Airlines aus 11 Flugzeugen mit einem Durchschnittsalter von 20,9 Jahren.
| Flugzeugtyp    | Anzahl | bestellt | Anmerkungen  | Durchschnittsalter (Januar 2022) |
| -------------- | ------ | -------- | ------------ | -------------------------------- |
| Boeing 737-300 | 5      |          |              | 23,9 Jahre                       |
| Boeing 737-400 | 1      |          |              | 26,8 Jahre                       |
| Boeing 737-800 | 5      |          | zwei inaktiv | 16,8 Jahre                       |
| Boeing 767-300 | -      | 1        |              | -                                |
| Gesamt         | 11     | 1        |              | 20,9 Jahre                       |